# Dave Tucker

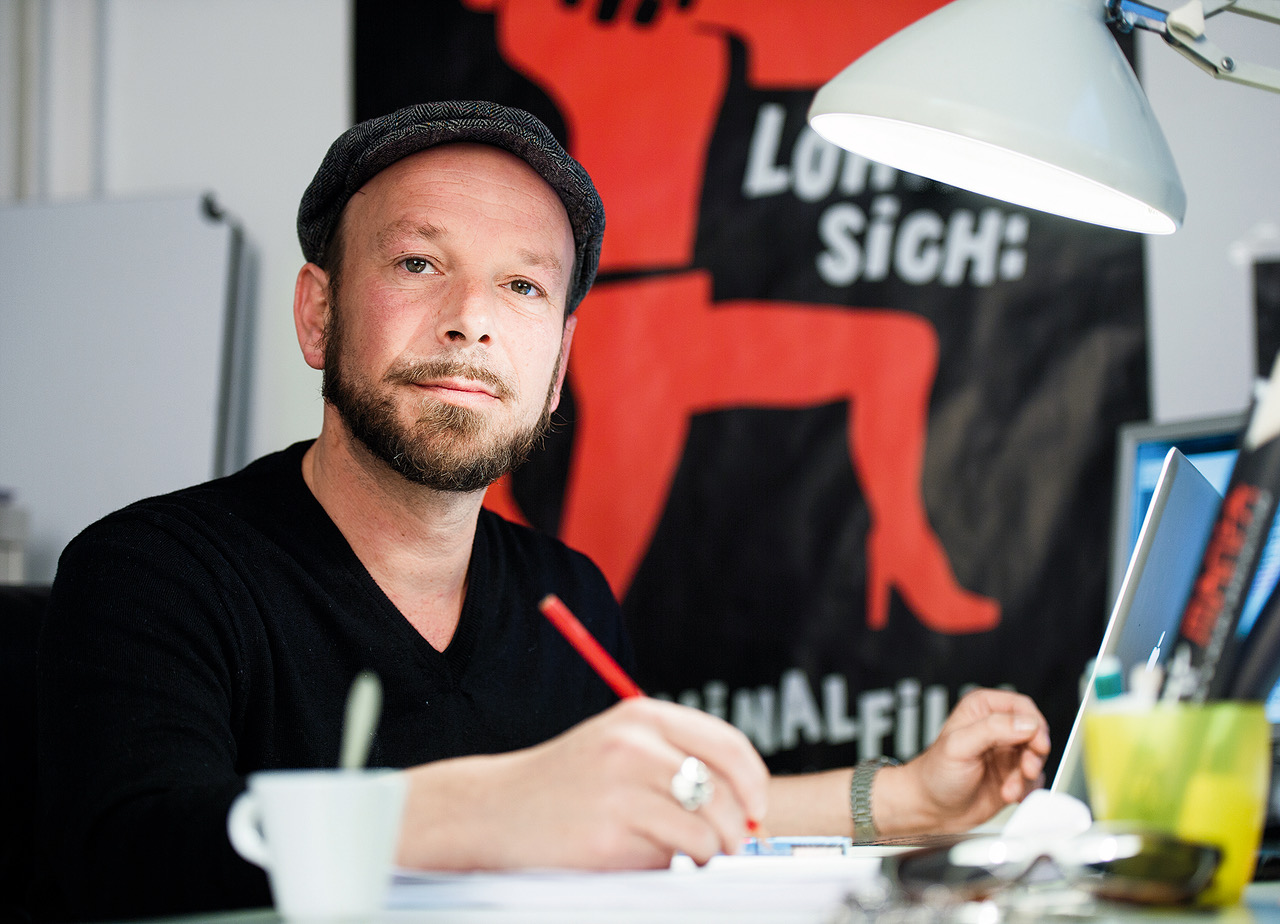
Dave Tucker

Dave Tucker (* 17. Juli 1969) ist ein schweizerisch-britischer Drehbuchautor.

## Leben
Dave Tucker ist in Biel-Bienne aufgewachsen. Er studierte an der New York University Film. Anschließend war er Autor für die Sendung L’Autre Télé der Télévision Suisse Romande. Danach arbeitete er bei Kino- und TV-Spielfilmen als Aufnahmeleiter, Regie- und Schnittassistent.
Der Drehbuchautor lebt seit 2002 in Zürich und ist Mitglied des Verbandes Filmregie und Drehbuch Schweiz und ist Mitbegründer der Filmautorenvereinigung „Groupe Scenario“.
Dave Tucker schrieb die ersten Folgen der TV-Erfolgsserie "Der Bestatter". Er gilt als stilprägender Autor der mit dem "40. Prix Walo" ausgezeichneten TV-Serie.
2015 wurde Dave Tucker mit seinem Drehbuch "Stürm – Bis wir tot sind oder frei" ausgewählt, um am "Intl. Screenwriters’ Workshop & Master Class" von eQuinoxe teilzunehmen. eQuinoxe ist ein internationales Förderungsprogramm für Drehbuchautoren. Dave Tucker ist Alumni von eQuinoxe.

## Preise
- 2005 Bester Kurzfilm für "Floh!" bei "First Step Award" (Regie: Christine Wiederkehr, Autor: Dave Tucker)[6]
- 2006 Auszeichnung des Films "Sonjas Rückkehr" mit dem "Prix Swissperform"[7] (Regie: Tobias Ineichen, Autor: Dave Tucker)
- 2013 Bestes Treatment beim Treatmentwettbewerb beim Zurich Film Festival.[8] für "Stürm – Bis wir tot bin oder frei"[9]
- 2020 Sein verfilmtes Drehbuch "Stürm – Bis wir tot sind oder frei" (Caged Birds) gewann am Tallinn Black Nights Film Festival den Preis für die beste weibliche Hauptrolle (Marie Leuenberger)[10]. Regie führte Oliver Rihs.

## Filmografie (als Drehbuchautor)
- 2005: Floh! (Kurzfilm)
- 2006: Sonjas Rückkehr (Fernsehfilm)
- 2008–2009: Tag und Nacht (Fernsehserie)
- 2013: Der Bestatter (Fernsehserie, 1. Staffel)
- 2017: Wilder (Fernsehserie)
- 2018: Der Bestatter (Fernsehserie, 5. Staffel)
- 2020: Stürm – Bis wir tot sind oder frei (Kinofilm)